# Wise (cég)
A Wise, korábban TransferWise 2011-ben, angol és belga székhellyel rendelkező, ám két észt üzletember, Kristo Käärmann és Taavet Hinrikus által alapított brit, online pénzküldéssel foglalkozó cég.
A társaság több mint 750 valuta pénzforgalmát támogatja a világ minden táján, beleértve az USA-dollárt, az angol fontot, az eurót, az ausztrál dollárt és a kanadai dollárt; illetve több devizában vezetett számlákat biztosít.
2018-ban a TransferWise nettó árbevétele elérte a nyolcmillió dollárt, illetve ügyfeleinek száma meghaladta a négymillió főt, akik havonta összesen körülbelül négymillió fontot utalnak a cégen keresztül. A koncepció alapján, ellentétben a versenytársakkal vagy a szokásos banki átutalással, a pénz igazából nem hagyja el az országot külföldi számlára történő küldéskor. Például ha egy TransferWise-felhasználó pénzt küld Magyarországra az Egyesült Államokból, és egy másik résztvevő az Egyesült Államokba küld pénzt Magyarországról, akkor csak a fizetési információkat kell kicserélni, és belföldi utalási áron jut el a pénz a címzettekhez.
A hagyományos valutaátutalásokkal ellentétben a TransferWise-on keresztül történő valutaeladás- és vásárláskor a devizaátváltás miatt nincsenek rejtett költségek.[forrás?] A szolgáltatás jelenleg 10 nyelven érhető el: angol, lengyel, francia, német, olasz, spanyol, magyar, orosz, kínai és portugál.

## Története
A TransferWise-ot Taavet Hinrikus, a Skype nevű videocsevegés és hanghívások biztosítására specializálódott program első munkatársa és Kristo Käärmann pénzügyi tanácsadó alapította. Mint észt állampolgárok, akik a szülőhazájukon keresztül Angliában dolgoztak, és fizetésük egy jelentős részét rendszeresen elveszítették az euró és a font banki átutalások során, hamar szembesültek a „nemzetközi pénzátutalás fájdalmának” fogalmával. Hinrikus szavai szerint „Minden egyes átutaláskor a pénz 5 százalékát veszítettem el. Kristo, a társalapító partnerem, rengeteg pénzt veszített, miután az Egyesült Királyságból kapta a fizetését, és a jelzáloghitelének díját haza kellett utalnia”.[forrás?]
Ez a probléma ösztönözte őket arra, hogy egy privát megállapodást kössenek egymással, illetve a céggel, és ennek keretei között Hinrikus – aki fizetését euróban kapta – Käärmann bankszámlájára utaltatta fizetését, így euróban tudta fizetni jelzáloghitelét anélkül, hogy fontot kellene euróra váltania. Viszonzásképpen Käärmann angol fontot utalt Hinrikus angliai bankszámlájára. Ez a folyamat vezetett oda, hogy tömegek számára elérhető költséghatékony pénzváltó szolgáltatást fejlesszenek, olcsóbb alternatívát kínálva a piacon szereplő intézményekkel szemben.
2012 februárjában az Egyesült Királyság pénzügyi szabályozó szervével való egyeztetésük befejeződött, mely jóváhagyta tevékenységüket. 2013 áprilisában, a bankszektor nyomására felhagytak az ügyfelek számára engedélyezett bitcoinvásárlással. A megalapítást követő első évben a TransferWiseon keresztüli tranzakciók mértéke elérte a 10 millió eurót. 2017 májusában, a cégközleménye szerint, az ügyfelek már havi 1 milliárd fontot küldtek a szolgáltatáson keresztül.
2016 májusában, az Egyesült Királyság Reklám Szabványügyi Hatósága megtévesztőnek minősítette a TransferWise állítását, amely szerint "akár 90% -ot spórolhat meg bankokkal szemben" az ügyfelek. A Monito.com valutaátváltások összehasonlításával foglalkozó webhely szerint, a Transferwise valójában átlagosan 83%-kal volt olcsóbb, mint a mint a négy nagy brit bank a valutaútvonalak vonatkozásában, illetve bizonyos esetekben akár 90%-kal olcsóbb is. 2017 áprilisában, egy a Santander bank által készült és birtokában lévő belső dokumentum kimutatta, hogy mennyi profitra tesznek szert a bankok a nemzetközi átutalások által, és mennyi bevételtől eshetnek el a TransferWise szolgáltatásai miatt.
Szintén 2017 áprilisában, a TransferWise bejelentette, hogy a Brexitet követően Londoni központját az Európai kontinensre helyezi át.
2020 februárjában a rendszeres problémák miatt a Magyar Nemzeti Bank sajtóközleményt adott ki, amelyben a többi hasonló külföldi székhelyű céghez hasonlóan (pl. PayPal, Revoult) a TransferWise kockázataira és fiókzárolási gyakorlatára is figyelmeztet.
2022. június 27-én a Financial Conduct Authority arról számolt be, hogy a Wise vezérigazgatója, Kristo Käärmann felkerült azon magánszemélyek és vállalkozások listájára, akiket az adóügyeikkel kapcsolatos szándékos mulasztás miatt büntetésben részesítenek. 2021 szeptemberétől kezdve 12 hónapig marad a listán. Állítólag a 2017-2018-as adóévre vonatkozóan 720 000 fontot nem fizetett be.